# Saison 8 de Dexter
Chronologie
Saison 7 Dexter: New Blood
La huitième saison de la série télévisée américaine Dexter comporte 12 épisodes diffusés du 30 juin au 22 septembre 2013.

## Synopsis
Six mois après l'assassinat de LaGuerta, Dexter essaye toujours de gérer sa vie comme un père, un frère et un tueur en série, mais il a beaucoup de difficultés à tout organiser. Alors que Deb a aussi des difficultés à faire face aux conséquences de ses actes, une mystérieuse femme vient proposer ses services à la Miami Metro, offrant à Dexter des informations sur son passé.

## Distribution

### Acteurs principaux
- Michael C. Hall (VF : Patrick Mancini) : Dexter Morgan
- Yvonne Strahovski (VF : Laura Blanc) : Hannah McKay
- Jennifer Carpenter (VF : Stéphanie Hédin) : Debra Morgan
- Desmond Harrington (VF : Stéphane Fourreau) : Joey Quinn
- C. S. Lee (VF : Pierre Val) : Vince Masuka
- David Zayas (VF : Enrique Carballido) : Angel Batista
- Aimee Garcia (VF : Cécile d'Orlando) : Jamie Batista
- Geoff Pierson (VF : Jean Barney) : Tom Matthews
- James Remar (VF : Patrice Baudrier) : Harry Morgan

### Acteurs récurrents
- Leven Rambin (VF : Noémie Orphelin) : Laura Quinn
- Sean Patrick Flanery (VF : Arnaud Bedouët) : Jacob Elway, un détective privé
- Charlotte Rampling (VF : elle-même) : Dr Evelyn Vogel, une neuro-psychiatre (11 épisodes)
- Jadon Wells (VF : Adrien Bouyssié) : Harrison Morgan (11 épisodes)
- Dora Madison Burge (VF : Camille Gondard) : Niki Walters (8 épisodes)
- Dana L. Wilson (VF : Béatrice Cheramy) : inspecteur Angie Miller (7 épisodes)
- Bethany Joy Lenz (VF : Pamela Ravassard) : Cassie Jollenston (5 épisodes)
- Darri Ingolfsson (VF : Emmanuel Lemire) : Oliver Saxon (5 épisodes)
- Kenny Johnson (VF : Olivier Bouana) : U.S. Marshall Clayton (5 épisodes)
- Sam Underwood (VF : Loïc Lainé) : Zach Hamilton (4 épisodes)

### Invités
- Rhys Coiro (VF : Thibaut Lacour) : Andrew Briggs, un criminel en fuite (épisode 1)
- Nick Gomez : Javier Guzman / « El Sapo », un tueur en série (épisodes 1 et 2)
- Scott Michael Morgan : Lyle Sussman (épisodes 2, 3 et 10)
- Barbara Tarbuck : la mère de Lyle Sussman (épisode 2)
- Rebecca Staab : Lucy Gerard (épisode 3)
- Andrew Elvis Miller : Ron Galuzzo (épisode 3)
- Kurt Caceres (en) : l'officier Martinez (épisodes 3 et 4)
- Aaron McCusker : A. J. Yates (épisodes 4 et 5)
- Erica Ibsen : Janet (épisode 4)
- Rolando Molina : Armando (épisode 5)
- Alex Lewis : Marty (épisode 5)
- John D'Aquino : Ed Hamilton (épisodes 5 et 6)
- David Chisum (en) : Kevin Wyman (épisode 6)
- Julian Sands (VF : Bernard Alane) : Miles Castner (épisode 7)
- Nicole LaLiberte : Arlene Schram (épisode 9)
- Matt Drago : Saxon Decoy (épisode 11)
- Valerie Cruz : Sylvia Prado (épisode 11)
- Eric Ladin (en) : Dr Turner (épisode 12)
- Skye P. Marshall : R. McDonald (épisode 12)
- Mercedes Renard (en) : Casey (épisode 12)
- Guillaume Soibinet : Bobby Cullen (épisode 12)

## Production

### Développement
Le 18 novembre 2011, Showtime a annoncé le renouvellement de la série pour une septième et huitième saison qui seront constituées de douze épisodes chacune. Le 26 juin 2012, Sara Colleton, productrice exécutive de la série, annonce que ces deux saisons seront les deux dernières de la série, permettant aux producteurs et scénaristes de proposer une fin sur deux saisons.

### Casting
En décembre 2012, Scott Buck, l'un des producteurs exécutifs, a exprimé son désir de voir Yvonne Strahovski (Hannah McKay) revenir pour la huitième saison, toutefois rien n'a encore été officialisé. En avril 2013, l'actrice est annoncée et confirmée officiellement pour reprendre son rôle.
En janvier 2013, les acteurs Charlotte Rampling, Sean Patrick Flanery, Nick Gomez ont obtenu un rôle récurrent et Rhys Coiro, un rôle le temps d'un épisode dans la huitième saison.
En février 2013, l'actrice Aimee Garcia est promue au statut de régulière lors de la huitième saison.
En mars 2013, l'actrice Bethany Joy Lenz obtient un rôle récurrent et le jeune acteur Jadon Wells interprètera le fils de Dexter, Harrison Morgan dans la huitième saison.
En mai 2013, Kenneth Johnson obtient un rôle récurrent dans la huitième saison.

### Diffusions
- Aux États-Unis, la saison est diffusée depuis le 30 juin 2013 sur Showtime ;
- Au Canada, la saison est diffusée en simultané sur The Movie Network ;
- En France, depuis le 10 octobre 2013 sur Canal+ ;
- Au Québec, depuis le 28 août 2014 sur AddikTV ;
- Elle est encore inédite dans les autres pays francophones.

## Liste des épisodes

### Épisode 1:La Neuro-psychopathe
- États-Unis /  Canada : 30 juin 2013 sur Showtime[13] / The Movie Network[14]
- France : 10 octobre 2013 sur Canal+[15]
- Québec : 28 août 2014 sur AddikTV[16]

- États-Unis : 2,48 millions de téléspectateurs[17] (première diffusion)

### Épisode 2:Vous êtes parfait
- États-Unis : 7 juillet 2013 sur Showtime
- France : 10 octobre 2013 sur Canal+[15]
- Québec : 4 septembre 2014 sur AddikTV

- États-Unis : 2,52 millions de téléspectateurs[18] (première diffusion)

- Le titre original provient du proverbe « Every cloud has a silver lining » ce qui peut se traduire soit par « Dans chaque mauvaise chose se cache du bon » ou par « Après la pluie vient le beau temps ».

### Épisode 3:Ce qui ronge Dexter Morgan
- États-Unis : 14 juillet 2013 sur Showtime
- France : 17 octobre 2013 sur Canal+[15]

- États-Unis : 2,43 millions de téléspectateurs[19] (première diffusion)

### Épisode 4:Cicatrices
- États-Unis : 21 juillet 2013 sur Showtime
- France : 17 octobre 2013 sur Canal+[15]

- États-Unis : 2,47 millions de téléspectateurs[20] (première diffusion)

### Épisode 5:En famille
- États-Unis : 28 juillet 2013 sur Showtime
- France : 24 octobre 2013 sur Canal+[15]
- Québec : 25 septembre 2014 sur AddikTV

- États-Unis : 2,55 millions de téléspectateurs[21] (première diffusion)

Après leur accident de voiture, Dexter et Debra suivent une thérapie familiale avec le Dr Vogel. Celle-ci se fait enlever par son harceleur. Dexter et Debra doivent mettre de côté leurs discordances pour aller ensemble à sa recherche.
Pendant ce temps, Jamie prépare un dîner pour permettre à Cassie et Dexter de se rencontrer, ce qui contrecarre la recherche de Vogel.
Quant à Quinn, il commence à enquêter sur une affaire qui pourrait compromettre sa promotion au poste de sergent, le meurtre de Norma Rivera. Les premiers suspects sont une famille assez proche de la Miami Metro, la famille Hamilton. 

### Épisode 6:Après mûres réflexions…
- États-Unis : 4 août 2013 sur Showtime
- France : 24 octobre 2013 sur Canal+[15]
- Québec : 2 octobre 2014 sur AddikTV

- États-Unis : 2,21 millions de téléspectateurs[22] (première diffusion)

Dexter continue de chercher des preuves contre Zach Hamilton quand il découvre que celui-ci consulte le Dr Vogel, qui connaît les penchants du jeune homme.

### Épisode 7:T'es où?
- États-Unis : 11 août 2013 sur Showtime
- France : 31 octobre 2013 sur Canal+[15]
- Québec : 9 octobre 2014 sur AddikTV

- États-Unis : 1,9 million de téléspectateurs[23] (première diffusion)

### Épisode 8:Y sommes-nous?
- États-Unis : 18 août 2013 sur Showtime
- France : 31 octobre 2013 sur Canal+[15]
- Québec : 16 octobre 2014 sur AddikTV

- États-Unis : 1,94 million de téléspectateurs[24] (première diffusion)

Cassie, la voisine de Dexter, est assassinée et les preuves que Dexter trouve désignent Zach comme le coupable, mais celui-ci a disparu depuis. Dexter rencontre des difficultés pour se concentrer, car Hannah McKay, pour qui il a toujours des sentiments, se trouve dans Miami.
De son côté, Debra compte capturer Hannah et suit donc le couple vers les Keys, où Zach se terre. En réalité, il a voulu faire sa première victime selon le code (un ancien camarade de lycée qui avait violé une camarade) mais a commis de nombreuses erreurs qui pourraient le trahir. Dexter remarque également que Zach pourrait avoir été piégé pour être accusé du meurtre de Cassie.

### Épisode 9:Toute la musique que j'aime
- États-Unis : 25 août 2013 sur Showtime
- France : 7 novembre 2013 sur Canal+[15]
- Québec : 23 octobre 2014 sur AddikTV

- États-Unis : 2,29 millions de téléspectateurs[25] (première diffusion)

- Make Your Own Kind of Music (en) est le titre d'une chanson interprétée par Cass Elliot.

### Épisode 10:Adieu Miami
- États-Unis : 8 septembre 2013 sur Showtime
- France : 7 novembre 2013 sur Canal+[15]
- Québec : 30 octobre 2014 sur AddikTV

- États-Unis : 2,34 millions de téléspectateurs[26] (première diffusion)

### Épisode 11:De l'ombre à la lumière
- États-Unis : 15 septembre 2013 sur Showtime
- France : 14 novembre 2013 sur Canal+[15]
- Québec : 6 novembre 2014 sur AddikTV

- États-Unis : 2,4 millions de téléspectateurs[27] (première diffusion)

### Épisode 12:Un seul être vous manque
- États-Unis : 22 septembre 2013 sur Showtime
- France : 14 novembre 2013 sur Canal+[15]
- Québec : 13 novembre 2014 sur AddikTV

- États-Unis : 2,8 millions de téléspectateurs[28] (première diffusion)

Saxon a échappé à Debra. Debra est gravement touchée. Elle est hospitalisée, et à la suite de complications, elle est condamnée à l'état végétatif.
Dexter cherche un moyen pour fuir le pays. Après avoir envoyé Hannah et Harrison prendre le bus pour rejoindre l'Argentine, Dexter s'occupe de Saxon, en le piégeant avec l'aide de la police de Miami, et le tue au commissariat en prétextant, avec l'aide de Batista et Quinn, la légitime défense.
Dexter se rend à l’hôpital pour voir Debra. Il décide de débrancher les appareils la maintenant en vie. Dexter emmène Debra sur son bateau, et la jette dans l'océan.